# Sylvisorex ollula
Sylvisorex ollula es una especie de musaraña de la familia Soricidae.

## Distribución geográfica
Se encuentra en Camerún, República Centroafricana, República del Congo, Guinea Ecuatorial (Río Muni), Gabón y, quizá, este de Nigeria (o tal vez se trate de una especie nueva).

## Hábitat
Su hábitat natural son: bosques húmedos de baja altitud.